# Аркадиевка (Харьковская область)
Аркадиевка (укр. Аркадіївка) — село, 
Олейниковский сельский совет,
Сахновщинский район,
Харьковская область.
Код КОАТУУ — 6324886002.
Присоединено к селу Новомихайловка в 1997 году .

## Географическое положение
Село Аркадиевка находится между реками Богатая и Орель.
На расстоянии в 1,5 км расположено село Новомихайловка.

## История
- 1997 — присоединено к селу Новомихайловка [1].